# 胡芳名
胡芳名（1931年—），男，湖南涟源人，中国经济林学家，曾任中南林学院副院长、教授、博士生导师，国务院学位委员会第二届学科评议组成员。